# 128-о средно училище „Алберт Айнщайн“
128-o средно училище „Алберт Айнщайн“ е средно училище, намиращо се в ж.к. Младост 2, София. Патрон на училището е Алберт Айнщайн, а патронният празник на училището е 14 март – рождената дата на Айнщайн.

## Директори
- Мата Стайкова (1975 – 1989)
- Емилия Илиева (1989 – 2011)
- Юлиян Плачков (2011 -  авг. 2025)
- Десислава Огнянова (от авг. 2025 г.)

## Проекти[2]
- Еразъм+
- TEA GLOBAL 2013
- Образование за утрешния ден
- Фортисимо клас
- CommuniTIES
- Твоят час
- Подкрепа за успех
- Равен достъп до образование
- Занимания по интереси
- Успех